# Anampses
Anampses es un género de pez de la familia de los Labridae y del orden de los Perciformes.

## Especies
Existen 13 especies de este género, de acuerdo con FishBase:
- Anampses caeruleopunctatus Rüppell, 1829
- Anampses chrysocephalus Randall, 1958
- Anampses cuvier Quoy & Gaimard, 1824
- Anampses elegans Ogilby, 1889
- Anampses femininus Randall, 1972
- Anampses geographicus Valenciennes, 1840
- Anampses lennardi Scott, 1959
- Anampses lineatus Randall, 1972
- Anampses melanurus Bleeker, 1857
- Anampses meleagrides Valenciennes, 1840
- Anampses neoguinaicus Bleeker, 1878
- Anampses twistii Bleeker, 1856
- Anampses viridis Valenciennes, 1840